# Fratta (Romans d'Isonzo)
Fratta è una frazione del comune di Romans d'Isonzo, in Friuli-Venezia Giulia. Oggi l'abitato è famoso principalmente per la sua chiesa, dedicata a santo Stefano. Vi abitano circa 147 persone e dista 3 km dalla frazione Versa e 2,25 km dal medesimo comune.

## Storia
Il paese è sorto accanto alla chiesa, del 1200. Attualmente conta 51 Edifici.

## popolazione
A Fratta abitano 147 persone, 72 maschi e 75 femmine, divisi in 56 famiglie. A Fratta non vi sono residenti stranieri.

## Monumenti e luoghi di interesse
- La Chiesa di Santo Stefano Protomartire è il principale luogo di interesse della frazione. Costruita nel 1200 e più volte rimaneggiata, è stata la parrocchiale di Fratta fino al 1987.